# Pseudomys praeconis
Pseudomys praeconis é uma espécie de roedor da família Muridae.
Apenas pode ser encontrada na Austrália.